# 美男高校地球防衛部LOVE!
『美男高校地球防衛部LOVE!』（びなんこうこうちきゅうぼうえいぶ ラブ）は、日本のテレビアニメ作品。2015年1月より3月まで第1期が放送された。同年8月のイベントで第2期『美男高校地球防衛部LOVE!LOVE!』（びなんこうこうちきゅうぼうえいぶ ラブラブ）の制作が発表され、2016年7月より9月まで放送された。
2017年にはOVA『美男高校地球防衛部LOVE!LOVE!LOVE!』の制作が発表され、同年8月26日より3週間限定で劇場上映された。興行収入は6000万円。
2018年4月から7月まで本作より派生した新作アニメ『美男高校地球防衛部HAPPY KISS!』を放送。
2025年1月24日、美男高校地球防衛部シリーズ10周年記念作品の劇場版『美男高校地球防衛部ETERNAL LOVE!』が公開された。
2025年3月17日には新シリーズ『美男高校地球防衛部ハイカラ!』の制作が発表され、2025年7月より放送予定。

## 概要
『銀魂』などを手がけた高松信司監督による、オリジナルアニメ作品。眉難（びなん）高校に通う男子高校生たちが、外宇宙から飛来した2体の謎の生き物によって「地球を守る」防衛部と「地球を征服する」征服部に分かれて繰り広げる戦いをコミカルに描く。
提供映像では、『銀魂』や『イクシオン サーガ DT』のように、両サイド部分に作品に関するミニ情報が紹介されている。
各所にアニメのパロディが散りばめられている。

## 登場人物
主要登場人物の苗字は、日本の有名温泉地の名前に由来している。声はアニメの担当声優。演は舞台版のキャスト。

### 地球防衛部
もともとは学校未公認のサークルだったが、部室を占有して使用していたために生徒会からは正式に部活動登録するよう催促されていた。別名「何もしない部」。なお、「地球防衛部」の名は占有している部室のドアに昔から付いていたネームプレートに書いてあったもので、本人たちが決めたわけではなかった。第5話で、正式な部活として生徒会の承認を受ける。
ウォンバットの出現により、愛の戦士「バトルラヴァーズ」に変身して、本当に地球を防衛する羽目になってしまう。
箱根 有基（はこね ゆもと）/ バトラヴァ・スカーレット
声 - 山本和臣 / 演 - 赤澤燈
本作の主人公。一年生。ふわふわの金髪。童顔である。瞳の色は赤。他の生徒と異なり、制服のジャケットの中にはワイシャツではなくセーラー服を着ている。
誕生日は1月26日、血液型はO型、水瓶座。
天真爛漫な性格で、防衛部のムードメーカー的存在。突拍子もない言動が多く、周囲を振り回している。
小柄だが大食漢。また、動物が大好きで、ウォンバットを追いかけて撫で回す（もふもふする）ことが多い。ウォンバットは嫌がっているが、全く気にしていない。
実家は「黒玉湯」という銭湯。防衛部部員のたまり場ともなっている。劇場版の「美男高校地球防衛部ETERNAL LOVE!」でも相変わらず黒玉湯で働いている…。
由布院 煙（ゆふいん えん）/ バトラヴァ・セルリアン
声 - 梅原裕一郎 / 演 - 五十嵐麻朝
三年生。軽くウェーブした栗色の髪。大人びた顔つきであり（本人は老け顔と気にしている）、三白眼。瞳の色は青。制服を着崩しており、ネクタイは結ばずにジャケットの胸ポケットに入れている。
誕生日は7月2日、血液型はB型、蟹座。
怠惰な性格。繊細な一面もあり、同シリーズ第三弾では自らの事を豆乳メンタルと言っていた。
普段はやる気を出さないが、一度やる気になれば物事をそつなくこなすことができる。
クラスメイトの鬼怒川とは中学時代からの親友同士。
劇場版の「美男高校地球防衛部ETERNAL LOVE!」では特に定職に就かず「自分探し」と称し世界を彷徨っていたらしい…。
鬼怒川 熱史（きぬがわ あつし）/ バトラヴァ・エピナール
声 - 西山宏太朗、金沢凛（少年時代） / 演 - 越智友己
三年生。防衛部部長。眼鏡キャラ。紺色の髪で、アホ毛が生えている。瞳の色は赤茶色。
誕生日は10月5日、血液型はA型、天秤座。
真面目な性格で、防衛部のツッコミ担当。事なかれ主義な面があり、対人関係のトラブルとなることがままある。
実家は金持ち。料理が得意で、文化祭の出し物ではカレーを作っていた。
クラスメイトの由布院とは仲が良く、中学時代からの知り合いである。また、同い年の草津とは幼馴染だが、ある事件をきっかけに疎遠になった。
劇場版の「美男高校地球防衛部ETERNAL LOVE!」では眉難市役所の職員として働いており、役所内の納税課主任の肩書がある（いわゆる公務員）。
鳴子 硫黄（なるこ いお）/ バトラヴァ・サルファー
声 - 白井悠介 / 演 - 高崎翔太
二年生。抹茶色のおかっぱ頭。ややつり目であり、瞳の色は薄紫。
誕生日は12月17日、血液型はA型、射手座。
クールな性格。物腰が丁寧で、常に敬語で話している。
FXなどで資産運用しており、その総資産額は38億円。座右の銘は「世の中金が全て」。宅建の資格も持つ。
クラスメイトの蔵王と親友同士だが、出会った当初は仲が悪かった。現在は互いを尊重しており、ほめ殺しが白熱して喧嘩のようになってしまうほど仲がいい。
劇場版の「美男高校地球防衛部ETERNAL LOVE!」でも相変わらず金融や投資に熱心であり、髪が少し伸びている。
蔵王 立（ざおう りゅう） / バトラヴァ・ヴェスタ
声 - 増田俊樹 / 演 - 荒牧慶彦
二年生。桃色のセミロングヘアをオールバックにし、カチューシャで留めている。瞳の色は黄土色。制服を着崩しており、ネクタイを緩めに結んでいる。
誕生日は3月13日、血液型はB型、魚座。
軟派な性格で、態度も口調も軽い。しかし、純真な一面を見せることもある。
ひっきりなしにデートの誘いがくるモテキャラで、女の子好きを公言しているが、作中には一人も女性キャラが登場しないため真偽は定かでなく、カモフラージュ説も。
クラスメイトの鳴子とは親友同士。
しばしばネジ怪人などに捕まり、くすぐられて悶絶する。
劇場版の「美男高校地球防衛部ETERNAL LOVE!」では眉難市内にあるホストクラブのトップランカー（自称）になっている。
ウォンバット
声 - 麦人
ピンク色のウォンバットの形をした地球外生命体。左腹にハート型のブチがある。本名は地球の言葉で表せないため、有基から名づけられた。通称「ウォンさん」。
誕生日は11月30日、血液型はA型、射手座。
防衛部の部員たちに、強引な形で地球防衛を依頼した張本人。関西弁や、独特な語尾が特徴。
俵山 満願（たわらやま まんがん）
声 - 麦人
防衛部の顧問。77歳。
有基に追いかけられて眉難高校に逃げ込んだウォンバットと激突した衝撃で絶命したが、ウォンバットに取り憑かれ、仮死状態となって操られている。話が進んでいくごとに扱いがひどくなっていき、2期に至っては死後硬直を利用され物掛け代わりに使われている。
だが、シリーズ第三弾となるOVAではウォンバットの仲間の持ってきた「命」で生き返り、血色の良い姿が見られた。

### 地球征服部
眉難高校生徒会のメンバーで構成。普段は生徒会専用の白い詰襟の学生服を着用。豪華な調度品が置かれた部屋で活動していたり、昼食時には専用のスペースが設けられてフィンガーボウルまで用意されていたり、旅行時にはリムジンで移動し高級ホテルに宿泊するなど、リッチな行動が多い。
ズンダーの命を受け「地球上生物完全服従計画」を遂行するが、まず手始めに学校の生徒たちを服従させようとしている。防衛部を「下品な奴らの集まり」として見下している。
第1期での戦いを経て防衛部とは和解し、第2期では留学の名目で海外へ旅立つ。
草津 錦史郎（くさつ きんしろう）/ オーアイト
声 - 神谷浩史、阿久津秀寿（少年時代） / 演 - 前山剛久
三年生。生徒会長。銀髪のおかっぱ頭。切れ長のつり目で、瞳の色は緑。
誕生日は9月12日、血液型はA型、乙女座。
厳格な性格。秩序が乱れることを極端に嫌う。しかし根は非常に純粋で子供っぽい一面も。
鬼怒川とは幼馴染だが、ある事件をきっかけに疎遠になった。しかしまだ未練があり、彼が由布院と仲良くしていると強い嫉妬を覚える。
劇場版の「美男高校地球防衛部ETERNAL LOVE!」ではラッパーシンガー・K.K.として活動している。
有馬 燻（ありま いぶし）/  アージェント
声 - 福山潤 / 演 - 伊万里有
三年生。生徒会副会長。軽くウェーブした深緑色の髪。垂れ目であり、瞳の色は赤。
誕生日は11月10日、血液型はAB型、蠍座。
穏やかな性格で、物腰が柔らかい。一方で、辛辣な発言をすることがある。
草津に対し、執事のように寄り添っている。
劇場版の「美男高校地球防衛部ETERNAL LOVE!」ではややガタイが良くなっており、本人曰く「コンサルみたいなことをやっている。」とのこと。
下呂 阿古哉（げろ あこや）/ ペルライト
声 - 寺島拓篤 / 演 - 柏木湊太
二年生。生徒会書記兼会計。ウェーブした薄桃色の腰まである長髪。瞳の色は青。
誕生日は4月24日、血液型はB型、牡牛座。
高潔な性格で、ナルシスト。美しいものが大好きで、庶民的な物事に対する嫌悪感が強い。
クラスメイトの蔵王とは犬猿の仲。女性的な仕草をする時もある。
黒の制服には黒の膝上丈女王様ブーツ。白の制服には白の女王様ブーツ。
劇場版の「美男高校地球防衛部ETERNAL LOVE!」ではスナック「Gero」を経営している。
ズンダー
声 - 安元洋貴
黄緑色のハリネズミの形をした地球外生命体。
誕生日は8月18日、血液型はB型、獅子座。
生徒会のメンバーに地球征服を命じる。普段は草津の胸ポケットの中にいる。偉そうな性格で、語尾に「ダー」を付けることが多い。

### VEPPer
第2期より登場する双子の兄弟で「ギャラクシーアイドル」。2年生で眉難高校に交換留学生として転校し、黒玉湯の真ん前にラブホテル風の家を建てる。学校ではあらゆる勝負に勝つことで下僕（別府Apesと呼ばれる）を数多く作る。ダダチャと共に眉難高校の生徒達を怪人に変え、バトルラヴァーズにけしかけている。
防衛部、特に箱根有基を一方的に敵視しているが、有基の兄の強羅のことは慕っている描写が多い。また、回想シーンでは強羅が過去に先代バトルラヴァーズとして活動していたと知っていることが仄めかされている。第11話で父親（声 - 石塚運昇）が登場している。
別府 月彦（べっぷ あきひこ）
声 - 河本啓佑
人当たりはいいのだが毒舌。
誕生日は8月21日、血液型はAB型、獅子座。
趣味は書道とフルート。見分け方は髪の毛が右向き（正面から見て前髪が左流し）な事とスカーフをリボン状にしていること。また、眉毛が弟に比べ細く、目の色が濃いピンク色であること。
日彦からは「アキ」と呼ばれている。変身後の名前は「メルティ・ルナ」。
別府 日彦（べっぷ はるひこ）
声 - 村上喜紀
月彦の双子の弟。やはり口が悪い。
誕生日は8月21日、血液型はAB型、獅子座。
趣味は盆栽とガーデニング、乗馬。見分け方は髪の毛が左向きな（正面から見て前髪が右流し）事とスカーフをネクタイ状にしていること。また、兄に比べ眉が太く、目の色が赤色であること。
月彦からは「ハル」と呼ばれている。変身後の名前は「ソルティ・ソル」。
ダダチャ
声 - 安元洋貴
誕生日は12月24日、血液型はB型、山羊座。
月彦、日彦と行動をともにする黄緑色のモモンガの姿をした地球外生命体。ズンダーの弟。別府兄弟のマネージャーを名乗っている。ターゲットの生徒の顔に貼りつくことで怪人に変身させる役目を持つ。きりたんぽ鍋を作るなど、普段から別府兄弟の食事の世話をしている模様。
9話にて、月彦のことを「アキちゃん」、日彦のことを「ハルちゃん」と呼ぶ場面があった。

### その他
箱根 強羅（はこね ごうら）
声 - 杉田智和
誕生日は5月9日、血液型はO型、牡牛座。
有基の兄。「黒玉湯」を切り盛りしている。いつも薪を割っているが、黒玉湯は源泉掛け流しで加温の必要はなく、薪割りはただの趣味。弟への愛情が強い。
実は先代のバトルラヴァーズ（マキシマス ゴウラー）で、過去にヒレアシの送り込んだ怪人を撃退していた。1期最終話では薪割り怪人にされてしまい、バトルラヴァーズの前にラスボスとして立ちはだかる。
城崎 コウ（きのさき こう）
声 - 森久保祥太郎
マスコミ研究会代表。防衛部を執拗に嗅ぎまわる。実はヒレアシの部下で、番組のスタッフ。
第2期にも登場している。
田沢 益也（たざわ　ますや）
声 - 井口祐一
マスコミ研究会カメラマン。普段は無口だが、撮影時には饒舌になる。城崎と同じく、ヒレアシの部下。
ヒレアシ
声 - 大竹宏
マスコミ研究会の部室で飼われている金魚の形をした地球外生命体。
正体は「テレビ宇宙」の番組であるリアリティ・ショー『地球滅亡できるかな？2』（略称：めつかな）のディレクターで、眉難高校で起きた一連の怪人騒動の黒幕。ズンダーは部下にあたる。
以前も番組の企画で地球征服を狙っていたが箱根強羅によって打ち切りを喰らい、今回が2度目の挑戦。
ハシビロ先輩
声 - 野島昭生
青色のハシビロコウの姿をした地球外生命体。かつて強羅をバトルラヴァーズに任命し、彼と共にヒレアシが生み出した怪人と戦っていた。
ウォンバット同様、胸にハート型の模様があるのが特徴。

### 怪人

#### 第1期
知久 和武（ちく かずたけ） / ちくわぶ怪人
声 - 石田彰
第1話に登場。容姿や才能が平凡であることに悩む男子生徒。存在感が薄い。
橋田 割男（はしだ わりお） / 割り箸怪人
声 - 小西克幸
第2話に登場。規律と秩序をこの上なく愛し、円周率のような割り切れないものを憎む男子生徒。割り箸を割るのが下手。
黒鳥 持手男（くろとり もてお） / ブラックスワン怪人
声 - 遊佐浩二
第3話に登場。一人も部員がいない眉難高校バレエ部の顧問。モテる自分が大好きなナルシスト。学校側はバレーボール部顧問を探していたが、間違えてバレエダンサーを採用してしまった。
五十顔 親治（いがらお おやじ） / 美少年怪人
声 - 鳥海浩輔
第4話に登場。「五十（歳）の顔を持つ男」と仇名されるほどの老け顔に悩む男子生徒。
宗佐 円覚（そうさ えんかく） / リモコン怪人
声 - 江口拓也
第5話に登場。自分は父親の操り人形だと感じている男子生徒。
逸茂 一番（いつも いちばん） / ネジ怪人
声 - 鈴村健一
第6話に登場。成績はいつも一番だが、喋り方が馬鹿そうだと周囲に避けられている男子生徒。
古見 翔（こみ しょう） / ひきこもり怪人
声 - 松岡禎丞
第8話に登場。ひきこもりの男子生徒。実家はコンビニ。
真桑 ウリヤ（まくわ うりや） / メロン怪人
声 - 緑川光
第9話に登場。自意識過剰な男子生徒。
芽川 類（めがわ るい） / メガネ怪人
声 - 代永翼
第10話に登場。有基のクラスメイトで野球部のマネージャー。気立てのよい爽やかなメガネ男子。

#### 第2期
常盤 都丸（ときわ とまる） / 砂時計怪人
声 - 石田彰
第1話に登場。4月2日生まれで「学年で最初に年を取る」のを嫌がっていた男子生徒。
キャラクター自体は知久和武の色違い（高松信司のtwitterより）。
大宇曽 造那（おおうそ つくな） / とうふ怪人
声 - 保志総一朗
第2話に登場。ぽっちゃりしているが自身を美しいと思っているナルシストの男子生徒で、妄言の数々から周囲に煙たがられている。
過足 多賀瑠（かたり たがる） / マイク怪人
声 - 小西克幸
第3話に登場。朗読同好会に所属し、自らを「世界の代弁者」と称している。防衛部がボランティアで幼稚園での童話の読み聞かせを行う事を知り、激しく反発する。
アラン・サルヴァトーレ / 胸毛怪人
声 - 子安武人
第4話に登場。イタリア系で、眉難高校には留学生として双子の兄・ベルナルドとともにやってきた。ベルナルドに胸毛が生えてきたのに対し自分はツルツルだった為に兄にコンプレックスを抱くようになる。
岡 修造（おか しゅうぞう） / ブラックボバヤン怪人
声 - 浪川大輔
第5話に登場。バレーボール部員。部長である胸肩しごき（声 - 小山力也）に熱く指導されていたが、弱音を吐いたため見放された。
熊野 九呂四郎（くまの くろしろう） / パンダ怪人
声 - 松岡禎丞
第6話に登場。別府兄弟の取り巻き「別府Apes」の一人。
聖夜 一人（ひじりや かずと） / トナカイ怪人
声 - 中井和哉
第7話に登場。実家のラーメン屋を手伝わなくてはならないため、今まで一度もクリスマスを楽しんだことがない。
仁藤 真（にとう しん） / 雪だるま怪人
声 - 花江夏樹
第8話に登場。眉難高校の卒業生で、現在五浪している美大受験生。
別府Apesのみなさん / チョコレート怪人
声 - 水島大宙
第9話に登場。別府兄弟の取り巻き「別府Apes」に所属する男子生徒達。バレンタインデーにチョコレートをもらったことがない気の毒な人々。
巡屋 円太郎（めぐりや えんたろう） / 回転木馬怪人
声 - 平川大輔
第10話に登場。眉難市にある遊園地・眉難ランドをバカにしたことで別府兄弟の怒りを買い、怪人にされた不遇な生徒。
カニ缶怪人
声 - 速水奨
第10話の回想シーンに登場。眉難ランドのヒーローショーに現れ、先代バトルラヴァーズと死闘を繰り広げた。
ふなッキー怪人
声 - 松岡一平
最終回に登場した怪人。

#### OVA
第二ボタン怪人
声 - 石田彰

### ゲーム版の登場人物
後述のスマホゲーム「美男高校地球防衛部LOVE!GAME!」のオリジナルキャラクター。眉難高校の関係者である。アニメ2期にも姿を見せている。
原 九郎
声 - 真殿光昭
養護教諭で、人当たりがよく生徒からの人気が高い。個別ルートには鬼怒川と由布院が登場する。
酒垣 瀬人
声 - 関智一
食堂のスタッフで、温厚な性格。個別ルートには有基、鳴子、蔵王が登場する。

## 作中用語

### 全般
眉難高校（びなんこうこう）
舞台となる男子校。北関東の「眉難市」に所在。
毎月27日に「美男子コンテスト」の投票が行われているが、その歴史は旧制中学の頃からと古く、第1期第3話でのコンテストが1579回目、第2期第2話では1584回目となる。
毎年秋に文化祭「眉難祭」が開催される。

### バトルラヴァーズ
ウォンバットから与えられた力により、防衛部の部員たちが変身した戦隊ヒーロー。変身後の名乗りは「愛する地球を汚すものよ!（セルリアン） 愛なき力に正義はない!（ヴェスタ） 愛こそは全て!（サルファー） 愛に生き愛に死す!（エピナール） 我ら愛の王位継承者!（スカーレット） バトルラヴァーズ!（全員） 愛の力を（スカーレット）思い知れ!（全員）」。
第2期における名乗りは「愛に満ちたこの星を、愛さぬ者など許さない!（セルリアン）愛なき力をふるう者、愛の前に跪け!（ヴェスタ）愛こそは力!愛こそは希望!（サルファー）愛のために生まれ!愛にこの身を捧ぐ!（エピナール）愛せよ!我ら、永久に愛の王位継承者!（スカーレット）バトルラヴァーズ!（全員）愛の力を（スカーレット）思い知れ!（全員）」となっている。
変身後の衣装は、白を基調としており、半袖の燕尾服のようなものとなっている。胸元のリボン、肩部分の装飾、袖のカフスは各自のイメージカラーとなっている。また、ズボンの丈やブーツは、各自で異なっている。
変身後は身体能力が上昇する。また、ウォンバットの力により顔や音声にはモザイク処理が為されており、顔バレすることはない。

#### バトラヴァ・スカーレット
有基が変身した姿。変身時の名乗りは「キラメキ王子、バトラヴァ・スカーレット!」。イメージカラーは赤で、変身後の属性は光。
ズボンは短パンで、丈の短いブーツを履いている。ラブステッキ先端はハート型。
最年少でありながら、バトルラヴァーズの中心となって怪人と闘う。
個人技
スカーレット・ルミエール
ラブステッキ先端から、赤色の光線を放つ。
ラブ・スプリンクル
ラブステッキ先端から、愛のしずくを降り注ぐ。 ラブ・コングラッチェーション
バトルラヴァーズに変身しないまま怪人にラブシャワーのような技を浴びせる。

#### バトラヴァ・セルリアン
由布院が変身した姿。変身時の名乗りは「ヒラメキ王子、バトラヴァ・セルリアン!」。イメージカラーは青で、変身後の属性は水。
ズボンは長ズボンで、丈の短いブーツを履いている。ラブステッキ先端はミルククラウン型。
戦闘はそもそもやる気がなく、さっさと終わらせたい一心。
個人技
セルリアン・アクア
ラブステッキ先端から、青色の水流を放つ。

#### バトラヴァ・エピナール
鬼怒川が変身した姿。変身時の名乗りは「ツラヌキ王子、バトラヴァ・エピナール！」。イメージカラーは緑で、変身後の属性は風。
ズボンは長ズボンで、丈の長いブーツを履いている。ラブステッキ先端はクローバー型。
戦闘を苦痛だと思っており、あまりやる気はない。
個人技
エピナール・ハリケーン
ラブステッキ先端から、緑色の竜巻を放つ。

#### バトラヴァ・サルファー
鳴子が変身した姿。変身時の名乗りは「トドロキ王子、バトラヴァ・サルファー!」。イメージカラーは黄色で、変身後の属性は土。
ズボンは膝丈のもので、丈の短いブーツを履いている。ラブステッキ先端は土星型。
戦闘を悪夢のような時間と考えており、あまりやる気はない。
個人技
サルファー・ガイア
ラブステッキ先端から、黄色の光線と無数の礫を放つ。

#### バトラヴァ・ヴェスタ
蔵王が変身した姿。変身時の名乗りは「トキメキ王子、バトラヴァ・ヴェスタ!」。イメージカラーは桃色で、変身後の属性は炎。
ズボンは短パンで、丈の短いブーツを履いている。ラブステッキ先端は鏃型。
変身後の衣装を気に入っているが、肝心の戦闘にはあまりやる気がない。
個人技
ヴェスタ・イグニート
ラブステッキ先端から、桃色の炎を放つ。

#### バトルラヴァーズの用語
ラブレスレット / トゥルーラブレスレット
バトルラヴァーズへの変身アイテム。各自のイメージカラーのハート型の宝石が付いている。怪人が出現すると反応する。
「ラブメイキング!」の掛け声と共に、ブレスレットの宝石にキスをすることで変身する。また、「ラブアウト!」の掛け声で変身を解除することができる。
第2期では砂時計怪人の襲撃でラブレスレットを失うが、直後ウォンバットから新しくトゥルーラブレスレットを授かった。結果、一部デザインがリニューアルされたバトルラヴァーズとなった。
ラブステッキ
バトルラヴァーズの武器。それぞれ先端部分の装飾が異なる。
ラブアタック / トゥルーラブアタック
バトルラヴァーズの必殺技。それぞれのラブステッキがスカーレットのものと合体し、羽の生えたハート型のエネルギー弾を放つ。
通常はスカーレットが使用するが、第8話ではセルリアンとエピナールの二人が使用している。
第2期ではパワーアップを果たし、「トゥルーラブアタック」の名前となった。
こちらは、銀のリングをまとったハート形のエネルギー弾と変わっている。
なお、この「トゥルーラブアタック」は「ラブアタック」同様、通常はスカーレットが使用するが、2期の第6話ではサルファーとヴェスタの二人が使用している。
ラブシャワー / トゥルーラブファウンテン
怪人を矯正し、元の姿に戻す浄化技。ラブステッキが合体した状態で使用し、天から無数のハートの雨を降らす。元に戻った生徒は恍惚の表情を浮かべる。
その後、スカーレットが「ラブイズオーバー!」とフィニッシュコールをし、戦闘は終了する。
第2期ではトゥルーラブファウンテンとなる。こちらはラブステッキを地面に突き刺すことで発動。愛のエネルギーが間欠泉のごとく地面から湧き上がり、怪人を溺れさせることで元に戻す。最後に「ラブイズオーバー!」とコールするのは同じ。

### カエルラ・アダマス
ズンダーから与えられた力によって、生徒会のメンバーが変身した姿。「コンクエスト!」の掛け声と共に、右手の人差し指につけた指輪型のアイテムを掲げることで変身する。変身後の名乗りは「我ら青き地球（ほし）を統べる者、カエルラ・アダマス!」。
変身後の衣装は、黒を基調とした軍服調のものとなっている。左胸のライン、袖のボタンは、各自のイメージカラーとなっている。バトルラヴァーズと同様、ズンダーの力により、顔や音声にはモザイク処理が施されている。

#### オーアイト
草津が変身した姿。変身時の名乗りは「光輝く黄金の騎士（シュヴァリエ）、オーアイト!」。イメージカラーは金色。オーアイトの衣装にのみ、赤いマントが付いている。レイピアを武器にして闘うが、手から光線を放つことも可能。
ダーク・オーアイトはオーアイトが負の感情でパワーアップした姿。瞳の色が赤、唇の色が紫に変化する。変身時の名乗りは「闇に蠢く暗黒のシュヴァリエ!」。
個人技
アーテル・アウルム
黒色の光線を周囲に放つ。
ギガント・アウルム
レイピアから、赤と黒が混じった色の光線を放つ。

#### アージェント
有馬が変身した姿。変身時の名乗りは「風薫る白銀のシュヴァリエ、アージェント!」。イメージカラーは銀色。レイピアを武器にして闘う。鎖状のバリアを作ることも可能。

#### ペルライト
下呂が変身した姿。変身時の名乗りは「花咲ける真珠のシュヴァリエ、ペルライト!」。イメージカラーはパール。レイピアを武器にして闘う。球体のバリアを作ることも可能。

### モア・バトルラヴァーズ
バトルラヴァーズとカエルラ・アダマスがパワーアップ（モアベター・ラブメイキング）した姿。最終回に登場。変身後の名乗りは「我ら愛の王位継承者! モア・バトルラヴァーズ!」。
変身後の衣装は、両陣とも元の衣装と形は同じままで色が白になり、背中に白い翼を生やしたものとなる。
モアベター・ラブアタック
ラブアタックの強化技。
モアベター・ラブシャワー
ラブシャワーの強化技。

## スタッフ
|                                            | 第1期                                                    | 第2期・OVA                                               |
| ------------------------------------------ | -------------------------------------------------------- | -------------------------------------------------------- |
| 原作                                       | 馬谷くらり                                               | 馬谷くらり                                               |
| 監督・音響監督                             | 高松信司                                                 | 高松信司                                                 |
| 副監督                                     | 宮脇千鶴                                                 |                                                          |
| デザインコンセプト                         | 宮脇千鶴                                                 | 宮脇千鶴                                                 |
| シリーズ構成                               | 横手美智子                                               | 横手美智子                                               |
| キャラクターデザイン                       | 石川雅一                                                 | 原由美子                                                 |
| サブ キャラクターデザイン プロップデザイン | 原由美子                                                 | 宮川知子                                                 |
| 総作画監督                                 | 石川雅一、原由美子、野田康行                             | 宮川知子、高橋敦子                                       |
| 美術監督                                   | 武藤正敏                                                 | 武藤正敏                                                 |
| 色彩設計                                   | 上村修司 （カラーコーディネイト）                        | 津守裕子                                                 |
| 撮影監督                                   | 伊藤康行                                                 | 田中博章                                                 |
| 編集                                       | 小島俊彦                                                 | 小島俊彦                                                 |
| 音楽                                       | yamazo                                                   | yamazo                                                   |
| 音楽制作                                   | ポニーキャニオン                                         | ポニーキャニオン                                         |
| 音楽プロデューサー                         | 中村伸一                                                 | 中村伸一                                                 |
| プロデューサー                             | 川原陽子、清水美佳、新宿五郎 工藤雅世、大野亮介→杉浦綾香 | 川原陽子、清水美佳、新宿五郎 工藤雅世、大野亮介→杉浦綾香 |
| アニメーション プロデューサー              | せきやまあきひろ                                         | 鵜飼浩史                                                 |
| アニメーション制作                         | ディオメディア                                           | スタジオコメット                                         |
| 製作                                       | 黒玉湯                                                   | 黒玉湯保存会                                             |

## 主題歌
作詞はhotaru。
第1期
オープニングテーマ「絶対無敵☆Fallin' LOVE☆」
作曲・編曲 - 奥井康介 / 歌 - 地球防衛部［箱根有基（山本和臣）、由布院煙（梅原裕一郎）、鬼怒川熱史（西山宏太朗）、鳴子硫黄（白井悠介）、蔵王立（増田俊樹）］
第1話、第12話ではエンディングテーマとして使用。
エンディングテーマ「I miss you の3メートル」
作曲・編曲 - eba / 歌 - 地球征服部［草津錦史郎（神谷浩史）、有馬燻（福山潤）、下呂阿古哉（寺島拓篤）］
第1話、第12話では未使用、また第11話では歌詞は2番を使用。EDアニメーションで上映されている映画はその回のダイジェスト。

第2期
オープニングテーマ「沸点突破☆LOVE IS POWER☆」
作曲・編曲 - eba / 歌 - 地球防衛部［箱根有基（山本和臣）、由布院煙（梅原裕一郎）、鬼怒川熱史（西山宏太朗）、鳴子硫黄（白井悠介）、蔵王立（増田俊樹）］
エンディングテーマ「あなたは遥か一等星」
作曲・編曲 - 奥井康介 / 歌 - VEPPer［別府月彦（河本啓佑）、別府日彦（村上喜紀）］

OVA
「永遠未来☆LOVE YOU ALL☆」
作曲・編曲 - 高尾奏之介 / 歌 - 地球防衛部［箱根有基（山本和臣）、由布院煙（梅原裕一郎）、鬼怒川熱史（西山宏太朗）、鳴子硫黄（白井悠介）、蔵王立（増田俊樹）］
「心と心で」
作曲・編曲 - 園田健太郎 / 歌 - 地球防衛部［箱根有基（山本和臣）、由布院煙（梅原裕一郎）、鬼怒川熱史（西山宏太朗）、鳴子硫黄（白井悠介）、蔵王立（増田俊樹）］

## 各話リスト
| 話数   | サブタイトル               | 脚本       | 絵コンテ   | 演出              | 作画監督                                                                        |
| 第1期  | 第1期                      | 第1期      | 第1期      | 第1期             | 第1期                                                                           |
| ------ | -------------------------- | ---------- | ---------- | ----------------- | ------------------------------------------------------------------------------- |
| 第1話  | 愛という名のもとに         | 横手美智子 | 高松信司   | 宮脇千鶴          | 鈴木ひろみ                                                                      |
| 第2話  | 愛とはけして後悔しないこと | 横手美智子 | 大久保政雄 | 大久保政雄        | 川島尚                                                                          |
| 第3話  | 愛せよ、ナルシス！         | 高橋ナツコ | 木村泰大   | 木村泰大          | 大沢美奈                                                                        |
| 第4話  | 愛と青春の美少年           | 高松信司   | 高松信司   | 大町生            | 澤木巳登理                                                                      |
| 第5話  | 愛は惜しみなく奪う         | 横手美智子 | 高松信司   | 小坂春女          | 徳永さやか、荒川理恵                                                            |
| 第6話  | 愛は背中（せな）で語るもの | 高橋ナツコ | 三沢伸     | 西村博昭          | 安田祥子、池原百合子                                                            |
| 第7話  | 愛と合宿と歯ブラシ         | 高橋ナツコ | 大久保政雄 | 大久保政雄        | 川島尚                                                                          |
| 第8話  | 愛は彷徨う                 | 宮脇千鶴   | 宮脇千鶴   | 宮脇千鶴          | 太田雅三、都竹隆治 岡本健一郎、植竹康彦 松尾真彦                                |
| 第9話  | 愛はプライドより強し       | 高橋ナツコ | 木村泰大   | 木村泰大          | 大沢美奈                                                                        |
| 第10話 | 愛、それはメガネ…          | 高橋ナツコ | 高松信司   | 大町生            | 澤木巳登理、白井英介                                                            |
| 第11話 | 愛という名の試練           | 横手美智子 | 大久保政雄 | 大久保政雄        | 川島尚                                                                          |
| 第12話 | 愛よ永遠に Love Forever    | 横手美智子 | 高松信司   | 高松信司          | 中谷亜沙美、徳永さやか 山根まさひろ（メカ作画）                                 |
| 第2期  |                            |            |            |                   |                                                                                 |
| 第1話  | 愛、ふたたび！             | 横手美智子 | 大久保政雄 | 鈴木孝聡          | 川島尚、関根千奈未                                                              |
| 第2話  | 愛はカゲロウ               | 横手美智子 | 三沢伸     | migmi             | 加藤壮                                                                          |
| 第3話  | 愛するブラザーズ           | 高橋ナツコ | 濁川敦     | 濁川敦            | 花輪美幸、飯飼一幸 Cha Sang Hoon、白川茉莉 佐藤綾子、北村淳一                   |
| 第4話  | 愛のシンクロニシティー     | 高橋ナツコ | 渋江もけ   | 高村雄太          | 小林史緒里、小田真弓                                                            |
| 第5話  | 愛を受け止めろ！           | 金杉弘子   | 葛谷直行   | 徐恵眞            | 本田辰雄、小川紗依里                                                            |
| 第6話  | 愛してる！みんな誰かを     | 横手美智子 | 駒井一也   | 熨斗谷充孝        | 竹内由香里、中野祐貴                                                            |
| 第7話  | 愛と奇跡のクリスマス       | 金杉弘子   | 宇根信也   | 宇根信也          | 飯田清貴                                                                        |
| 第8話  | 愛は雪のように             | 金杉弘子   | 三沢伸     | 鈴木恭兵          | 加藤壮                                                                          |
| 第9話  | 愛の化学物質               | 高橋ナツコ | 濁川敦     | 濁川敦            | 白川茉莉、桜井拓郎 北村淳一、Synod Cha Sang Hoon                                |
| 第10話 | 愛と喝采の日々             | 横手美智子 | 三沢伸     | 高村雄太 宇根信也 | 関根千奈未、石堂伸晴 飯飼一幸、白川茉莉 長澤翔子、青木真理子 三浦春樹、八木元喜 |
| 第11話 | 愛すればこそ               | 横手美智子 | 本南宗吾郎 | 本南宗吾郎        | 関根千奈未、小川紗依里 福田瑞穂                                                 |
| 第12話 | 愛は地球を救う！           | 横手美智子 | 木村泰大   | 木村泰大          | 加藤壮、飯田清貴                                                                |

## 放送局
| 放送期間                | 放送時間                     | 放送局     | 対象地域   | 備考                      |
| ----------------------- | ---------------------------- | ---------- | ---------- | ------------------------- |
| 2015年1月7日 - 3月24日  | 水曜 1:40 - 2:10（火曜深夜） | テレビ東京 | 関東広域圏 |                           |
|                         | 水曜 3:05 - 3:35（火曜深夜） | テレビ愛知 | 愛知県     |                           |
| 2015年1月10日 - 3月28日 | 土曜 2:40 - 3:10（金曜深夜） | テレビ大阪 | 大阪府     |                           |
|                         | 土曜 18:00 - 18:30           | AT-X       | 日本全域   | CS放送 / リピート放送あり |

| 配信期間                | 配信時間                    | 配信サイト         |
| ----------------------- | --------------------------- | ------------------ |
| 2015年1月10日 - 3月28日 | 土曜 22:00 - 22:30          | ニコニコ生放送     |
|                         | 土曜 22:30（水曜深夜） 更新 | ニコニコチャンネル |
| 2015年1月17日 - 4月4日  | 土曜 12:00 更新             | dアニメストア      |

| 放送期間                | 放送時間                     | 放送局     | 対象地域   | 備考                      |
| ----------------------- | ---------------------------- | ---------- | ---------- | ------------------------- |
| 2016年7月8日 - 9月23日  | 金曜 2:35 - 3:05（木曜深夜） | テレビ東京 | 関東広域圏 |                           |
| 2016年7月10日 - 9月25日 | 日曜 2:30 - 3:00（土曜深夜） | テレビ大阪 | 大阪府     |                           |
| 2016年7月11日 - 9月26日 | 月曜 0:35 - 1:05（日曜深夜） | BSジャパン | 日本全域   | BS放送                    |
| 2016年7月12日 - 9月27日 | 火曜 2:05 - 2:35（月曜深夜） | テレビ愛知 | 愛知県     |                           |
| 2016年7月14日 - 9月29日 | 水曜 23:30 - 翌0:00          | AT-X       | 日本全域   | CS放送 / リピート放送あり |

## BD / DVD
| 巻 | 発売日        | 収録話          | 規格品番   | 規格品番   |
| 巻 | 発売日        | 収録話          | BD         | DVD        |
| -- | ------------- | --------------- | ---------- | ---------- |
| 1  | 2015年3月18日 | 第1話 - 第2話   | PCXG-50461 | PCBG-52681 |
| 2  | 2015年4月15日 | 第3話 - 第4話   | PCXG-50462 | PCBG-52682 |
| 3  | 2015年5月20日 | 第5話 - 第6話   | PCXG-50463 | PCBG-52683 |
| 4  | 2015年6月17日 | 第7話 - 第8話   | PCXG-50464 | PCBG-52684 |
| 5  | 2015年7月15日 | 第9話 - 第10話  | PCXG-50465 | PCBG-52685 |
| 6  | 2015年8月19日 | 第11話 - 第12話 | PCXG-50466 | PCBG-52686 |

| 巻 | 発売日         | 収録話          | 規格品番   | 規格品番   |
| 巻 | 発売日         | 収録話          | BD         | DVD        |
| -- | -------------- | --------------- | ---------- | ---------- |
| 1  | 2016年9月21日  | 第1話 - 第2話   | PCXG-50571 | PCBG-52971 |
| 2  | 2016年10月19日 | 第3話 - 第4話   | PCXG-50572 | PCBG-52972 |
| 3  | 2016年11月16日 | 第5話 - 第6話   | PCXG-50573 | PCBG-52973 |
| 4  | 2016年12月21日 | 第7話 - 第8話   | PCXG-50574 | PCBG-52974 |
| 5  | 2017年1月18日  | 第9話 - 第10話  | PCXG-50575 | PCBG-52975 |
| 6  | 2017年2月15日  | 第11話 - 第12話 | PCXG-50576 | PCBG-52976 |

## メディアミックス

### 漫画
美男高校地球征服部LOVE!
『ぽにマガ』（ポニーキャニオン）掲載のウェブコミック。2014年10月16日より連載されていた。作画は杜乃ミズ。
征服部を中心に描く、スピンオフ作品。2015年9月18日に『ぽにきゃんBOOKS』より単行本が発売。
美男高校地球防衛部LOVE!LOVE!
『ぽにマガ』掲載のウェブコミック。2016年6月30日より連載中。作画は上記と同じく杜乃ミズ。
アニメ第1期の続編であるが、第2期とは内容の異なるオリジナルストーリーとなっている。
美男高校地球防衛部LOVE!LOVE!アンソロジーコミック
シリーズ初のアンソロジーコミック。2016年9月8日発売。

### インターネットテレビ
美男高校地球防衛部LOVE!ニコ生!〜バトルナマァーズ〜
ニコニコ生放送にて2014年12月11日より配信。アニメ第2期に合わせ、2016年4月21日よりタイトルを『美男高校地球防衛部LOVE!LOVE!ニコ生!〜バトルナマァーズ〜』に改題して配信中。出演は山本和臣（箱根有基 役）、梅原裕一郎（由布院煙 役）、西山宏太朗（鬼怒川熱史 役）、白井悠介（鳴子硫黄 役）、増田俊樹（蔵王立 役）。
美男高校地球防衛部LOVE!LOVE!☆Nama☆The☆VEPPer☆
ニコニコ生放送にて2016年6月20日に特別編として配信。出演は河本啓佑（別府月彦 役）、村上喜紀（別府日彦 役）。

### 小説
美男高校地球防衛部LOVE!NOVEL!
『ぽにきゃんBOOKS』（ポニーキャニオン）レーベルより2015年1月7日より刊行。作は高橋ナツコ。イラストは原由美子・ディオメディア。全3巻。

### ゲーム
美男高校地球防衛部LOVE!GAME!
スマートフォン（iPhone・Android）用ゲームとして、anipani（NHN PlayArtとアニメイトの合弁企業）から2015年2月26日より配信中。ジャンルは恋愛ノベルゲーム。第2期放送に合わせパズルゲーム「美男高校地球防衛部LOVE!LOVE!GAME!」にリニューアルされた。
2017年5月10日にサービス終了した。

### 舞台
美男高校地球防衛部LOVE!活劇!
2016年3月10日から13日まで、Zeppブルーシアター六本木で上演。脚本・演出は村上大樹が担当。
主なキャストは「登場人物」項を参照。

### ラジオ
『美男高校地球防衛部LOVE!LOVE! ☆Radio☆The☆VEPPer☆』は、アニメ第2期に合わせて2016年7月1日から2017年12月29日までラジオ大阪にて放送された。2017年12月31日 22:30 - 24:00 には『美男高校地球防衛部LOVE!LOVE!LOVE!☆Radio☆The☆VEPPer☆ 最終回カウントダウンスペシャル』がラジオ大阪で放送された。パーソナリティは別府月彦役の河本啓佑と別府日彦役の村上喜紀。
2017年3月15日に発表された第3回アニラジアワードにて「BEST COMFORT RADIO 癒しラジオ賞（新人枠）」を受賞。
2018年3月8日に発表された第4回アニラジアワードにて「BEST MALE RADIO 最優秀男性ラジオ賞（一般枠）」を受賞。
放送時間
- ラジオ大阪
  - 本放送：毎週金曜日 22:30 - 23:00（2016年7月1日 - 2017年12月29日）

- 超!A&G+
  - 本放送：毎週日曜日 18:30 - 19:00、リピート放送：なし（2016年7月10日 - 2017年1月1日）
  - 本放送：毎週金曜日 19:00 - 19:30、リピート放送：毎週月曜日 7:00 - 7:30（2017年1月6日 - 3月31日）
  - 本放送：毎週日曜日 25:30 - 26:00、リピート放送：なし（2017年4月9日 - 7月3日）
  - 本放送：毎週日曜日 25:30 - 26:00、リピート放送：毎週月曜日 14:00 - 14:30（2017年7月10日 - 12月31日）

コーナー
- ふつおた - パーソナリティへのふつおたコーナー。
- アイドルありがちシアター - アニメでアイドル役を演じているパーソナリティ2人にちなんだコーナー。リスナーから多芸なアイドルがやりそうな仕事内容を募集し、パーソナリティが挑戦していく。
- Q&Aツインズ - アニメで双子役を演じているパーソナリティ2人にちなんだコーナー。リスナーから募集したお題に対して2人が同時に答える。答えが同じなるように息を合わせていく。
- 美男高校お悩み部 - リスナーからの悩み相談をパーソナリティ2人が解決（？）していく。

| 開催日              | イベント名 | 会場                       | 備考                                                                                                |
| ------------------- | --- | -------------------------- | --------------------------------------------------------------------------------------------------- |
| 2016年8月27日       | 公開録音、お渡し会                                                                                                   | 幕張メッセ                 | ゲスト：山本和臣（箱根有基 役）、西山宏太朗（鬼怒川熱史 役）                                        |
| 2016年12月4日       | 美男高校地球防衛部LOVE!LOVE!☆Radio☆The☆VEPPer☆別府スペシャルツアー！                                                 | 別府温泉                   | 博多駅発着の日帰りバスツアー                                                                        |
| 2016年12月10日      | ☆Radio☆The☆VEPPer☆ラジオCDお渡し会                                                                                   | 幕張メッセ                 | 特典：缶バッジ                                                                                      |
| 2017年2月12日       | ☆Radio☆The☆Vepper☆ ラジオCD発売記念イベント                                                                          | 横浜情報文化センター       | |
| 2017年3月26日       | 「☆Radio☆The☆Vepper☆Valentine☆Party☆」CD･缶バッジセットお渡し会                                                      | 東京国際展示場             | |
| 2017年7月1日        | 美男高校地球防衛部LOVE!LOVE!☆Radio☆The☆VEPPer☆ラジオCD発売記念イベントin大阪                                         | 松原市文化会館             | |
| 2017年8月26日       | C3AFA TOKYO 2017メインステージ内 美男高校地球防衛部LOVE!LOVE!☆Radio☆The☆VEPPer☆                                      | 幕張メッセ                 | |
| 2017年11月18日      | 「美男高校地球防衛部LOVE!LOVE!LOVE! ☆Radio☆The☆VEPPer☆」ダイジェスト版ラジオCD「月見編」「夕日編」の発売記念イベント | 科学技術館サイエンスホール | |
| 2017年12月9日、10日 | 美男高校地球防衛部LOVE!LOVE!LOVE!☆Radio☆The☆VEPPer☆ 別府2ndスペシャルツアー                                          | 別府温泉                   | - 1泊2日プランと日帰りプランの2プラン - 12月10日には別府市公会堂大ホールにてトークショー&ミニライブ |
| 2018年2月11日       | 「美男高校地球防衛部LOVE!LOVE!☆Radio☆The☆VEPPer☆」ラジオCD発売記念イベントin大手町                                   | 大手町サンケイプラザ       | |
| 2018年3月25日       | AnimeJapan 2018 BLUEステージ 第4回「アニラジアワード」受賞者によるコラボステージ『エッチでためになる男達のラジオ』   | 東京国際展示場             | |
| 2018年3月25日       | “第4回アニラジアワード最優秀男性ラジオ賞（一般の部）受賞記念”VEPPerお渡し会！FINAL！                                 | 東京国際展示場             | |

| 販売日         | グッズ名 | 備考 |
| -------------- | --- | --- |
| 2016年8月27日  | ラジオCD「美男高校地球防衛部LOVE!LOVE!☆Radio☆The☆VEPPer☆初めましてVEPPerです！」                                                                                         | 第1回放送+新録を収録したCD 特典：缶バッジ |
| 2016年8月27日  | VEPPerアクリルキーホルダー3種&ウォールステッカー3種のセット | 公開録音会場販売 |
| 2016年8月27日  | SDキャラ 缶バッジ5種 | 公開録音会場販売 |
| 2016年11月28日 | ツアー記念 缶バッジ3個セット | バスツアーグッズ先行販売 |
| 2016年11月28日 | ツアー記念 アクリルキーホルダー3個セット | バスツアーグッズ先行販売 |
| 2016年11月28日 | ツアー記念 フェイスタオル | バスツアーグッズ先行販売 |
| 2016年12月4日  | ウォールステッカー3種 | バスツアー参加者へのノベルティグッズ |
| 2016年12月4日  | 手ぬぐい | バスツアー参加者へのノベルティグッズ |
| 2016年12月4日  | 別府ツアー記念VEPPerプリン | - 地獄蒸しプリン+コースター - バスツアー限定グッズ |
| 2016年12月7日  | ラジオCD「美男高校地球防衛部LOVE!LOVE!Radio☆The☆VEPPer☆ラジオ編」 | 特典：各バージョンの缶バッジ |
| 2016年12月7日  | ラジオCD「美男高校地球防衛部LOVE!LOVE☆Radio☆The☆VEPPer☆温泉編」 | 特典：各バージョンの缶バッジ |
| 2016年12月24日 | VEPPer SDキャラ缶バッジXmasVer.5種 | パーソナリティが出演したラジオ大阪でのチャリティ特別番組でのチャリティグッズ                                                                                                   |
| 2017年3月26日  | ラジオCD「美男高校地球防衛部LOVE!LOVE☆Radio☆The☆VEPPer☆Valentine☆Party☆」                                                                                                | 2月開催イベントの模様を収録したCD 特典：缶バッジ |
| 2017年5月10日  | ラジオCD「美男高校地球防衛部LOVE!LOVE☆Radio☆The☆VEPPer☆高原編」 | 特典：各バージョンの缶バッジ |
| 2017年5月10日  | ラジオCD「美男高校地球防衛部LOVE!LOVE☆Radio☆The☆VEPPer☆海辺編」 | 特典：各バージョンの缶バッジ |
| 2017年8月11日  | ラジオCD「美男高校地球防衛部LOVE!LOVE☆Radio☆The☆VEPPer☆☆Radio☆The☆VEPPer☆July☆Osaka☆」                                                                                   | 7月開催イベントの模様を収録したCD 特典：缶バッジ |
| 2017年8月26日  | - ☆Radio☆The☆VEPPer☆夏のお出かけセット - ☆Radio☆The☆VEPPer☆大阪SDキャラ ラバーストラップセット - ☆Radio☆The☆VEPPer☆大阪SDキャラ 缶バッジ                                 | |
| 2017年9月20日  | ラジオCD「美男高校地球防衛部LOVE!LOVE☆Radio☆The☆VEPPer☆月見編」 | 特典：各バージョンの缶バッジ |
| 2017年9月20日  | ラジオCD「美男高校地球防衛部LOVE!LOVE☆Radio☆The☆VEPPer☆夕日編」 | 特典：各バージョンの缶バッジ |
| 2017年11月18日 | - 風呂敷「月見編」、「夕日編」 - アクリルキーホルダー「別府月彦 月見編ver」、「別府日彦 月見編ver」 - アクリルキーホルダー「別府月彦 夕日編ver」、「別府日彦 夕日編ver」 | |
| 2017年12月9日  | - 別府名物地獄蒸しプリン&VEPPerオリジナルコースター - 毎日エステ肌美人の湯 - シュシュ - 巾着 - ダダチャのシリコンがま口 - アクリルスタンド - 缶バッジ（３種・ランダム）  | 別府2ndツアーグッズ |
| 2017年12月20日 | ラジオCD「美男高校地球防衛部LOVE!LOVE☆Radio☆The☆VEPPer☆紅葉編」 | 特典：各バージョンの缶バッジ |
| 2017年12月20日 | ラジオCD「美男高校地球防衛部LOVE!LOVE☆Radio☆The☆VEPPer☆雪見編」 | 特典：各バージョンの缶バッジ |
| 2017年12月29日 | ラジオCD「美男高校地球防衛部LOVE!LOVE!LOVE!☆Radio☆The☆VEPPer☆〜Lucky You Happy Birthday Party〜」                                                                        | 11月開催イベントの模様を収録したCD 特典：缶バッジ |
| 2018年2月11日  | アクリルスタンド「紅葉編」「雪見編」「Lucky You Happy Birthday Party」別府月彦ver、別府日彦ver                                                                           | |
| 2018年3月25日  | ラジオCD「美男高校地球防衛部LOVE！LOVE！LOVE！☆Radio☆The☆VEPPer☆ ☆Valentine☆Party☆2018☆」                                                                                | 2月開催イベントの模様をディレクターズカットで収録したCD 特典：ブロマイド1枚・2種                                                                                               |
| 2018年3月25日  | ☆Valentine☆Party☆アクリルスタンド 月彦ver. 日彦ver. | |
| 2018年3月25日  | ☆Valentine☆Party☆缶バッジ（ブラインド仕様） | |
| 2018年3月25日  | クリアファイルセット(描き下ろしCDジャケットイラスト) 2種 | Ａセット：ラジオ編・温泉編・☆Valentine☆Party☆・高原編・海辺編・☆July☆Osaka☆ Ｂセット：月見編・夕日編・☆Lucky☆You☆Happy☆Birthday☆Party☆・紅葉編・雪見編・☆Valentine☆Party☆2018☆ |
| 2018年3月25日  | ラジオ音声DVD「美男高校地球防衛部LOVE！LOVE！LOVE！☆Radio☆The☆VEPPer☆コンプリート☆音声☆DVD☆」                                                                            | 第1回～第79回+最終回スペシャルまでの全放送回を収録した音声DVD 特典：ポストカード12枚                                                                                           |

## 温泉地コラボ企画
温泉地とのかかわりが深い本作では、コラボ企画が行われた。3回とも近畿日本ツーリストとの共同催行である。
各回、コラボルームや限定アメニティ、スタンプラリーなどが用意され、特別イベントが行われた。
第一弾「美男高校地球防衛部LOVE!LOVE! in 伊香保温泉 ～愛 LOVE 湯～」
2016年9月10日から同年10月10日まで実施された。
伊香保温泉は本作の舞台のモデルとなった地である。
なお、伊香保温泉を称したキャラクターは登場していない。
第二弾「美男高校地球防衛部LOVE!LOVE! in 鬼怒川温泉 ～愛 NEED 湯～」
2017年3月18日から同年6月30日まで実施された。
第三弾「美男高校地球防衛部LOVE!LOVE!LOVE! in 箱根 ～愛 WANT 湯～」
2017年10月21日から2018年1月28日まで実施された。